# Horvátország autópályái
Ez a szócikk Horvátország autópályáit sorolja fel.

## Története
Horvátország hagyományos közlekedési infrastruktúrájának nagy részét a volt Osztrák–Magyar Monarchiától és Jugoszláviától örökölte. A horvát  forgalmi igények egyre jobban megkövetelték a gyors hálózat kiépítését. A horvát terület a szállítás szempontjából rendkívül tranzit-orientált - ezt jelzi a három páneurópai folyosó (V,VII. és X.) áthaladása az országon.

## Díjfizetés
Horvátországban az autópályákon fizetőkapus rendszer van, a díjak az autópályáról lehajtás után fizetendők. 

### Kategóriák
- IA kategória: motorkerékpárok, motor triciklik, négykerekű motorbiciklik
- I kategória: személygépjárművek 1,90 méteres magasságig, és 3,5 tonna alatt.
- II kategória: 1,90 méter magasság feletti, de 3,5 t súly alatti kéttengelyes személygépjárművek. 1,90 méter magasság alatti, kéttengelyes személygépjárművek lakókocsival vagy utánfutóval, a lakókocsi/utánfutó súlyától, tengelyeinek számától függetlenül.
- III kategória: 3,5 tonna feletti, két- vagy három tengelyes járművek. 1,90 méter magasság feletti, de 3,5 t alatti kéttengelyes járművek utánfutóval, vagy lakókocsival, az utánfutó/lakókocsi tengelyeinek számától és súlyától függetlenül. 3,5 tonna feletti, kéttengelyes járművek egytengelyes vontatvánnyal.
- IV kategória: 3,5 tonna feletti járművek négy vagy több tengellyel. 3,5 tonna feletti háromtengelyes járművek vontatvánnyal, annak súlyának, tengelyeinek számától függetlenül. 3,5 tonna feletti, kéttengelyes járművek, két vagy háromtengelyes vontatvánnyal.

## Az autópályák táblázatban
| Neve | Útvonala (Érintett települések, nagyobb kereszteződések, megjegyzés)                                                                | Teljes hossz | Használatban           | Használatban | Épül   | Térkép |
| Neve | Útvonala (Érintett települések, nagyobb kereszteződések, megjegyzés)                                                                | Teljes hossz | km                     | %            | Épül   | Térkép |
| ---- | --- | ------------ | ---------------------- | ------------ | ------ | ------ |
| A1   | Zágráb – Károlyváros – A6 – Ogulin – A7 – Otocsán – Gospić – Zára – Šibenik – Split – Makarska – Ploče – A10 – Metković – Dubrovnik | 550 km       | 480,15 km              | 87,3 %       | 0 km   |        |
| A2   | Szlovénia / Donji Macelj - Krapina – Zaprešić – Zágráb                                                                              | 60 km        | 60 km                  | 100 %        | −      |        |
| A3   | Szlovénia / Bregana – Zágráb – Kutenya – Újgradiska – Bród – A5 – Županja – Szerbia                                                 | 306,4 km     | 306,4 km               | 100 %        | −      |        |
| A4   | Magyarország / Csáktornya – Varasd – Zágráb                                                                                         | 96,9 km      | 96,9 km                | 100 %        | −      |        |
| A5   | Magyarország / Pélmonostor – Eszék – Diakovár – A3 / Bosznia-Hercegovina                                                            | 88,5 km      | 83,6 km                | 94,5 %       | 4,9 km |        |
| A6   | A1 – Delnice – Fiume | 81,25 km     | 81,25 km               | 100 %        | −      |        |
| A7   | Szlovénia / A8 – Fiume – Cirkvenica – Zengg – A1                                                                                    | 28 km        | 103,5 km               | 100 %        | −      |        |
| A8   | Fiume – Pazin – A9 | 64,2 km      | 64,2 km (félautópálya) | 100 %        | −      |        |
| A9   | Szlovénia / Umag – Poreč – A8 – Póla                                                                                                | 76,8 km      | 76,8 km                | 100 %        | −      |        |
| A10  | A1 – Ploče – Nova Sela / Bosznia-Hercegovina                                                                                        | 8,5 km       | 8,5 km                 | 100 %        | −      |        |
| A11  | Zágráb – Nagygorica – Sziszek | 47,5 km      | 29,4 km                | 61,9 %       | 0 km   |        |
| A12  | A4 – A13 - Kőrös - Kapronca – Magyarország                                                                                          | 86,4 km      | 35 km                  | 40,5 %       | 0 km   |        |
| A13  | A12-es – Belovár - Virovitica – Magyarország                                                                                        | 86,5 km      | 10,6 km                | 12,3 %       | 0 km   |        |

## Fordítás
- Ez a szócikk részben vagy egészben  a   Highways in Croatia című angol Wikipédia-szócikk fordításán alapul.  Az eredeti cikk szerkesztőit annak laptörténete sorolja fel. Ez a jelzés csupán a megfogalmazás eredetét és a szerzői jogokat jelzi, nem szolgál a cikkben szereplő információk forrásmegjelöléseként.